# Jesus College (Cambridge)
O Jesus College é um colégio da Universidade de Cambridge, Inglaterra. Seu nome completo é The College of the Blessed Virgin Mary, Saint John the Evangelist and the glorious Virgin Saint Radegund, near Cambridge. 

## MasterseFellowsdoJesus College

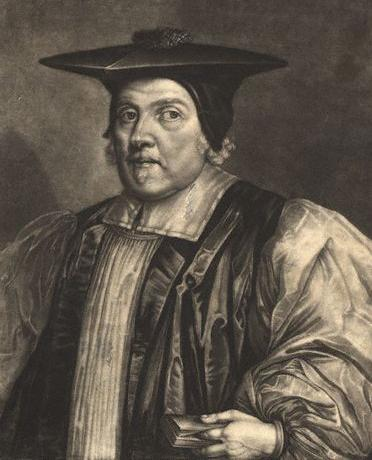
Richard Sterne, Arcebispo de Iorque e Master de 1634 a 1644

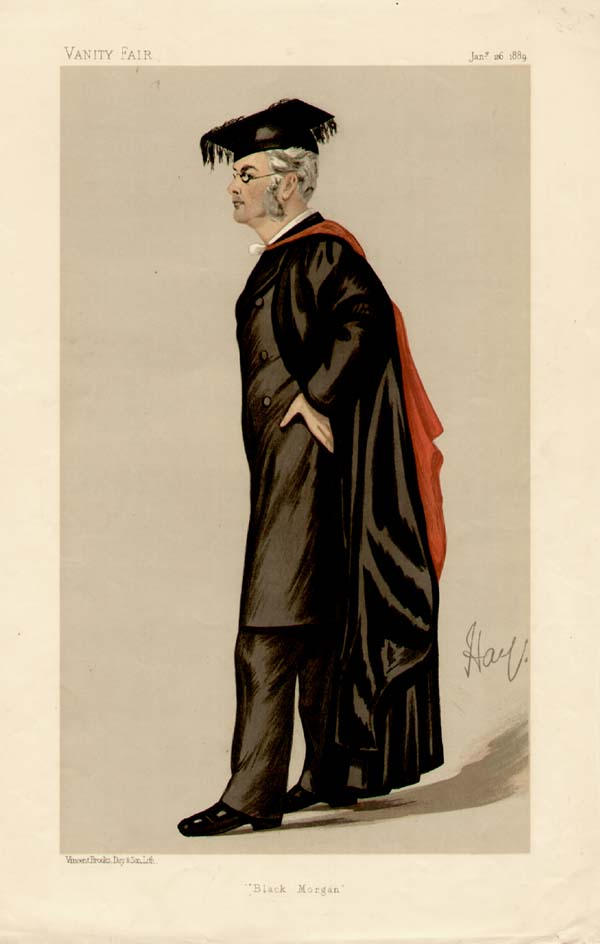
Henry Arthur Morgan foi Master de 1885 a 1912

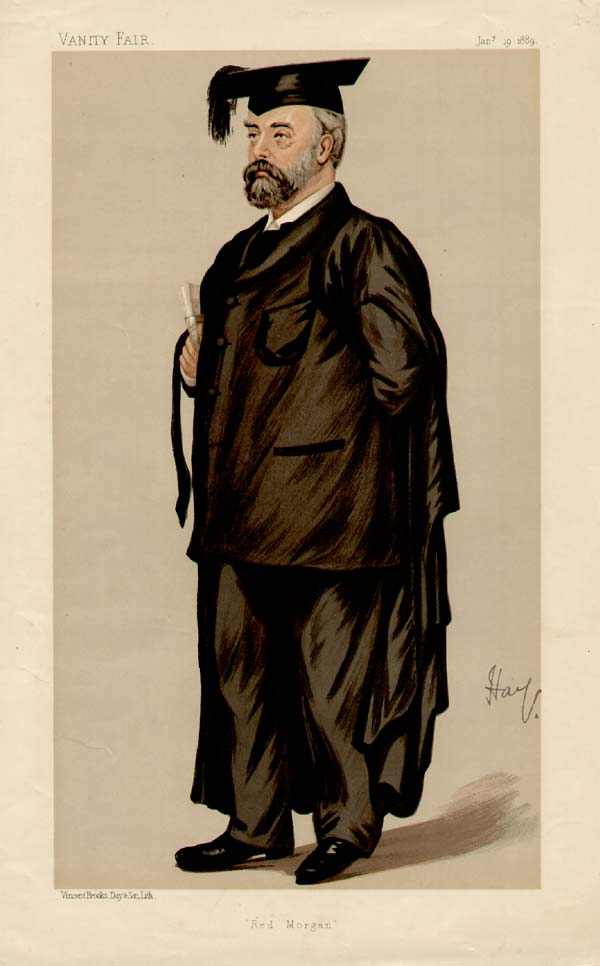
Edmund Henry Morgan, antigo Fellow do College (publicado na Vanity Fair, 1889)

| Name                                  | Start | End  | Notes                              |
| ------------------------------------- | ----- | ---- | ---------------------------------- |
| William Chubbes                       | 1497  | 1505 |                                    |
| John Eccleston                        | 1505  | 1516 |                                    |
| Thomas Alcock                         | 1516  | 1516 |                                    |
| William Capon                         | 1516  | 1546 |                                    |
| John Reston                           | 1546  | 1551 |                                    |
| Edmund Pierpoint                      | 1551  | 1557 |                                    |
| John Fuller                           | 1557  | 1558 |                                    |
| Thomas Redman                         | 1559  | 1560 |                                    |
| Edward Gascoyne                       | 1560  | 1562 |                                    |
| John Lakin                            | 1562  | 1563 |                                    |
| Thomas Ithell                         | 1563  | 1579 |                                    |
| John Bell                             | 1579  | 1589 |                                    |
| John Duport                           | 1590  | 1617 |                                    |
| Roger Andrewes                        | 1618  | 1632 | Irmão do teólogo Lancelot Andrewes |
| William Beale                         | 1632  | 1634 |                                    |
| Richard Sterne, Arcebispo de Iorque   | 1634  | 1644 |                                    |
| Thomas Young                          | 1644  | 1650 |                                    |
| John Worthington                      | 1650  | 1660 |                                    |
| Richard Sterne                        | 1660  | 1660 |                                    |
| John Pearson                          | 1660  | 1662 |                                    |
| Joseph Beaumont                       | 1662  | 1663 |                                    |
| Edmund Boldero                        | 1663  | 1679 |                                    |
| Humphrey Gower                        | 1679  | 1679 |                                    |
| William Saywell                       | 1679  | 1701 |                                    |
| Charles Ashton                        | 1701  | 1752 |                                    |
| Philip Yonge                          | 1752  | 1758 |                                    |
| Lynford Caryl                         | 1758  | 1781 |                                    |
| Richard Beadon                        | 1781  | 1789 |                                    |
| William Pearce                        | 1789  | 1820 |                                    |
| William French                        | 1820  | 1849 |                                    |
| George Elwes Corrie                   | 1849  | 1885 |                                    |
| Henry Arthur Morgan                   | 1885  | 1912 |                                    |
| Arthur Gray                           | 1912  | 1940 |                                    |
| Wynfrid Laurence Henry Duckworth      | 1940  | 1945 |                                    |
| Eustace Mandeville Wetenhall Tillyard | 1945  | 1959 |                                    |
| Denys Lionel Page                     | 1959  | 1973 |                                    |
| Alan Cottrell                         | 1973  | 1986 |                                    |
| Colin Renfrew                         | 1986  | 1996 |                                    |
| David Crighton                        | 1997  | 2000 |                                    |
| Robert Mair                           | 2001  | 2011 |                                    |
| Ian White                             | 2011  |      |                                    |